# Martinet (Vendée)
Pour les articles homonymes, voir Martinet.
Martinet est une commune française située dans le département de la Vendée en région Pays de la Loire.

## Géographie
Le territoire municipal de Martinet s’étend sur 1 840 hectares. L’altitude moyenne de la commune est de 42 mètres, avec des niveaux fluctuant entre 12 et 63 mètres,.
Elle est située sur le plateau du sud du Massif armoricain, dans le Bas-Bocage vendéen, en arrière du littoral, soit à environ vingt-cinq kilomètres des Sables-d'Olonne et de Saint-Gilles-Croix-de-Vie. Ce plateau culmine à 51 mètres près de Bel-Air.
La commune est bordée au nord par le Jaunay qui serpente dans une vallée parfois creuse et bordée de pittoresques coteaux. Les ruisseaux de la Malvergne, du Guy des Noues et de la Garangeoire ont formé d'autres petites vallées qui rejoignent le Jaunay. Par contre, au sud de la commune, l'écoulement des eaux se fait par le ruisseau de Montmarin en direction de l'Auzance.
Le paysage de Martinet est très bocager. Le remembrement ne l'a aucunement affecté et de nombreux espaces boisés, ainsi que des chemins anciens peu retouchés, ont préservé un espace verdoyant et une nature attachante.
| La Chapelle-Hermier     | Aizenay  | Beaulieu-sous-la-Roche       |
|                         | Martinet |                              |
| Saint-Julien-des-Landes |          | Saint-Georges-de-Pointindoux |

### Climat
Pour des articles plus généraux, voir Climat des Pays de la Loire et Climat de la Vendée.
En 2010, le climat de la commune est de type climat océanique franc, selon une étude du CNRS s'appuyant sur une série de données couvrant la période 1971-2000. En 2020, Météo-France publie une typologie des climats de la France métropolitaine dans laquelle la commune est exposée à un climat océanique et est dans la région climatique  Bretagne orientale et méridionale, Pays nantais, Vendée, caractérisée par une faible pluviométrie en été et une bonne insolation. 
Pour la période 1971-2000, la température annuelle moyenne est de 12,4 °C, avec une amplitude thermique annuelle de 13,4 °C. Le cumul annuel moyen de précipitations est de 837 mm, avec 12,5 jours de précipitations en janvier et 6,5 jours en juillet. Pour la période 1991-2020, la température moyenne annuelle observée sur la station météorologique de Météo-France la plus proche, « La Mothe Achard », sur la commune des Achards à 7 km à vol d'oiseau, est de 12,8 °C et le cumul annuel moyen de précipitations est de 959,1 mm,. Pour l'avenir, les paramètres climatiques de la commune estimés pour 2050 selon différents scénarios d'émission de gaz à effet de serre sont consultables sur un site dédié publié par Météo-France en novembre 2022.

## Urbanisme

### Typologie
Au 1er janvier 2024, Martinet est catégorisée bourg rural, selon la nouvelle grille communale de densité à sept niveaux définie par l'Insee en 2022.
Elle est située hors unité urbaine. Par ailleurs la commune fait partie de l'aire d'attraction de La Roche-sur-Yon, dont elle est une commune de la couronne,. Cette aire, qui regroupe 45 communes, est catégorisée dans les aires de 50 000 à moins de 200 000 habitants,.

### Occupation des sols
L'occupation des sols de la commune, telle qu'elle ressort de la base de données européenne d’occupation biophysique des sols Corine Land Cover (CLC), est marquée par l'importance des territoires agricoles (91,6 % en 2018), en diminution par rapport à 1990 (92,5 %). La répartition détaillée en 2018 est la suivante : 
terres arables (64,8 %), zones agricoles hétérogènes (19 %), prairies (7,7 %), forêts (4,8 %), zones urbanisées (3,7 %). L'évolution de l’occupation des sols de la commune et de ses infrastructures peut être observée sur les différentes représentations cartographiques du territoire : la carte de Cassini (XVIIIe siècle), la carte d'état-major (1820-1866) et les cartes ou photos aériennes de l'IGN pour la période actuelle (1950 à aujourd'hui).

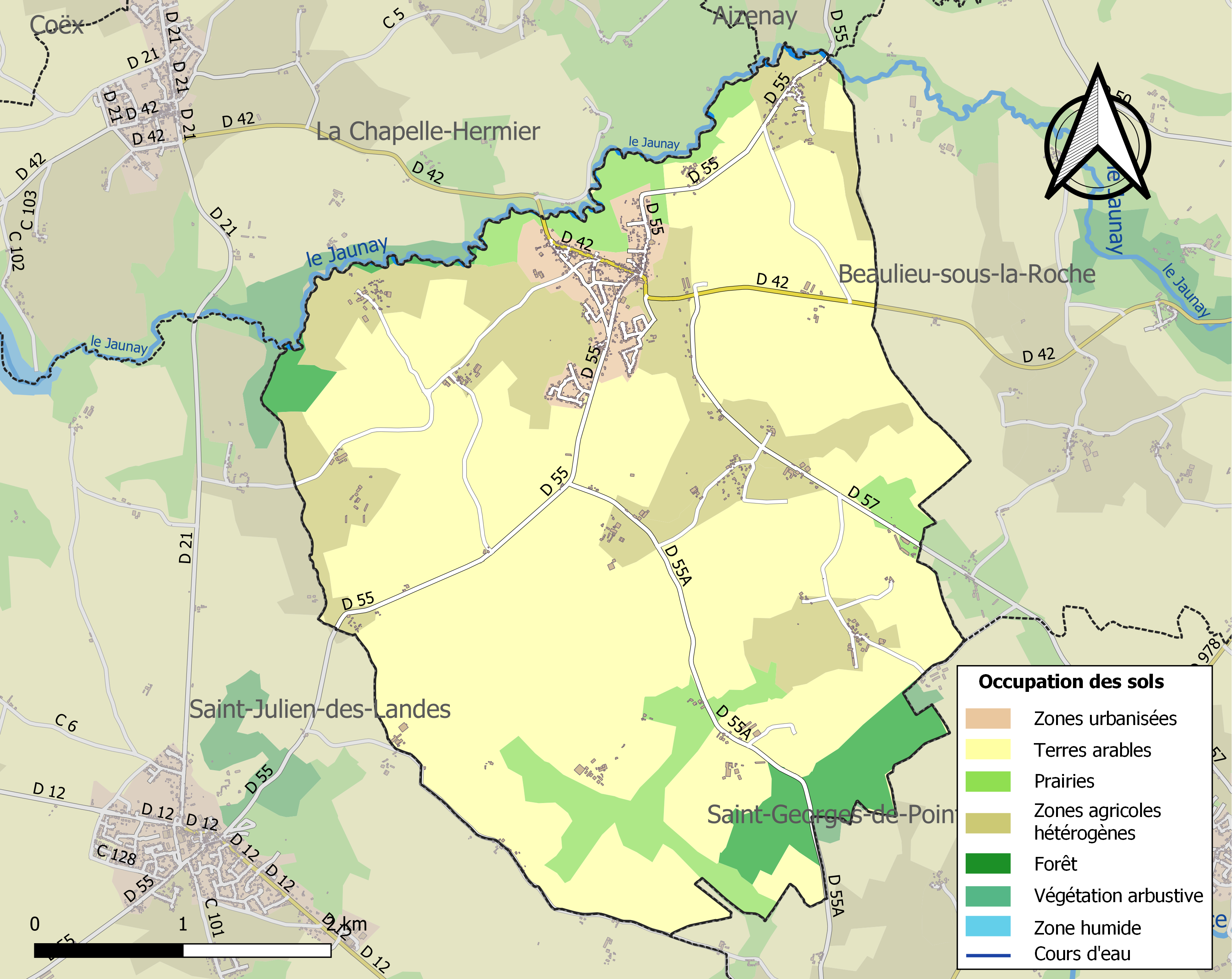
Carte des infrastructures et de l'occupation des sols de la commune en 2018 (CLC).

## Toponymie
Martinet : forge actionnée par la force de l'eau.

## Histoire
Un habitat préhistorique a sûrement existé sur ce territoire. Des découvertes nombreuses de haches néolithiques ont été faites sur le secteur des Aigrefeuilles et de la Maison Neuve, dans la zone sud de la commune qu'occupe aussi une vaste zone restée boisée, le Bois-Neuf.
L'histoire de Martinet est celle des humbles. On ne note pas de grands événements. Avant la Révolution, les petites seigneuries ont simplement vécu du labeur incessant des hommes de la terre. En 1788, on se plaint de ne pas pouvoir franchir le Jaunay au gué de Garreau, trop souvent rendu impraticable par les inondations et on réclame pont et route. En 1789, le bourg compte toutefois de nombreux artisans ruraux liés aux métiers agricoles.
Durant la Révolution et les Guerres de Vendée, Martinet ne demeure pas en reste. En 1793, ses hommes accompagnent ceux de Jean-Baptiste Joly qui part de la Chapelle-Hermier et en regroupe des centaines d'autres des communes environnantes. Ils participent aux deux attaques manquées du pôle républicain des Sables-d'Olonne. Puis ils l'accompagnent plus ou moins régulièrement dans ses diverses campagnes militaires sur le territoire de la Vendée, sous la conduite de leur premier maire et capitaine de paroisse Jacques Martin. Celui-ci est d'ailleurs pris au village du Petit-Bois, alors qu'il est venu acheter du tabac. Il sera interrogé et fusillé le 28 février 1794 à la Mothe-Achard.
Sous l'Empire, Martinet est le lieu où se cache un groupe de réfractaires à la conscription de Napoléon, venu des communes voisines. Un combat entre eux et les gendarmes a lieu près de la Florencière le 4 mars 1814, qui fait trois morts parmi les déserteurs et deux parmi les gendarmes.
Le 10 février 1834, une ordonnance royale supprime la commune en l'intégrant à celle de Beaulieu-sous-la-Roche. Martinet redevient cependant une commune distincte dès le 24 décembre 1849.
Au cours du XIXe siècle, l'agriculture s'améliore. De vastes surfaces de landes sont mises en exploitation et laissent apparaître plusieurs fermes nouvelles. La commune s'organise et progresse peu à peu. La population atteint son maximum en 1911 avec plus de sept cents habitants. Plus de vingt-cinq d'entre eux laissent cependant la vie dans les combats de 14-18.

### Liste des maires

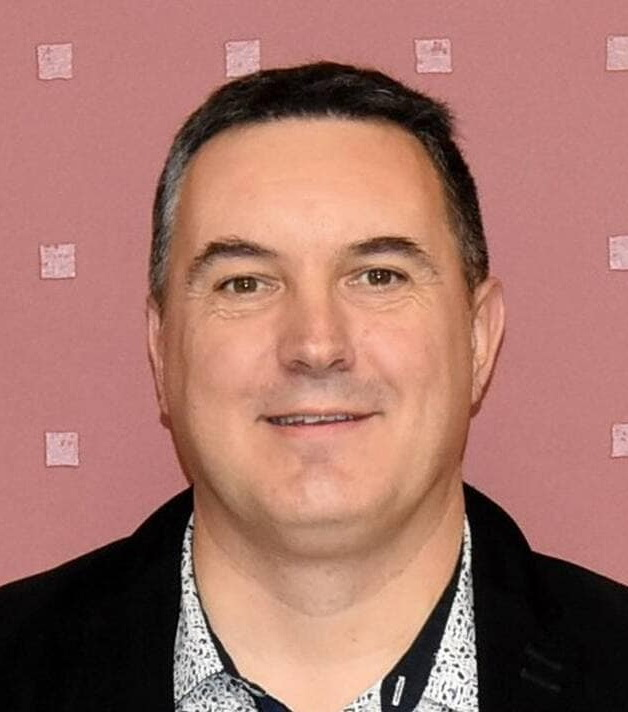
Michel Paillusson Maire de Martinet depuis 2020

## Héraldique
| Blason | Blasonnement : D'or à trois martinets de sable volant en pal ; au chef d'azur chargé de trois lis de jardin d'argent. |

## Population et société

### Démographie

#### Évolution démographique
L'évolution du nombre d'habitants est connue à travers les recensements de la population effectués dans la commune depuis 1793. Pour les communes de moins de 10 000 habitants, une enquête de recensement portant sur toute la population est réalisée tous les cinq ans, les populations de référence des années intermédiaires étant quant à elles estimées par interpolation ou extrapolation. Pour la commune, le premier recensement exhaustif entrant dans le cadre du nouveau dispositif a été réalisé en 2004.

En 2022, la commune comptait 1 199 habitants, en évolution de +7,15 % par rapport à 2016 (Vendée : +5,33 %, France hors Mayotte : +2,11 %).
| 1793 | 1800 | 1806 | 1821 | 1831 | 1851 | 1856 | 1861 | 1866 |
| ---- | ---- | ---- | ---- | ---- | ---- | ---- | ---- | ---- |
| 553  | 397  | 425  | 483  | 405  | 558  | 562  | 583  | 607  |

| 1872 | 1876 | 1881 | 1886 | 1891 | 1896 | 1901 | 1906 | 1911 |
| ---- | ---- | ---- | ---- | ---- | ---- | ---- | ---- | ---- |
| 581  | 597  | 639  | 720  | 706  | 733  | 785  | 796  | 768  |

| 1921 | 1926 | 1931 | 1936 | 1946 | 1954 | 1962 | 1968 | 1975 |
| ---- | ---- | ---- | ---- | ---- | ---- | ---- | ---- | ---- |
| 756  | 755  | 716  | 752  | 720  | 685  | 668  | 610  | 553  |

| 1982 | 1990 | 1999 | 2004 | 2006 | 2009 | 2014  | 2019  | 2022  |
| ---- | ---- | ---- | ---- | ---- | ---- | ----- | ----- | ----- |
| 527  | 557  | 604  | 689  | 724  | 844  | 1 052 | 1 171 | 1 199 |

#### Pyramide des âges
En 2018, le taux de personnes d'un âge inférieur à 30 ans s'élève à 38,1 %, soit au-dessus de la moyenne départementale (31,6 %). À l'inverse, le taux de personnes d'âge supérieur à 60 ans est de 20,4 % la même année, alors qu'il est de 31,0 % au niveau départemental.
En 2018, la commune comptait 582 hommes pour 572 femmes, soit un taux de 50,43 % d'hommes, légèrement supérieur au taux départemental (48,84 %).
Les pyramides des âges de la commune et du département s'établissent comme suit.
| Hommes | Classe d’âge | Femmes |
| ------ | ------------ | ------ |
| 0,6    | 90 ou +      | 1,3    |
| 4,8    | 75-89 ans    | 5,3    |
| 15,3   | 60-74 ans    | 13,5   |
| 17,0   | 45-59 ans    | 18,7   |
| 24,3   | 30-44 ans    | 23,1   |
| 12,8   | 15-29 ans    | 14,4   |
| 25,1   | 0-14 ans     | 23,8   |

| Hommes | Classe d’âge | Femmes |
| ------ | ------------ | ------ |
| 0,8    | 90 ou +      | 2,2    |
| 8,7    | 75-89 ans    | 11,1   |
| 20,3   | 60-74 ans    | 21,3   |
| 20     | 45-59 ans    | 19,4   |
| 17,5   | 30-44 ans    | 16,8   |
| 15     | 15-29 ans    | 13,2   |
| 17,7   | 0-14 ans     | 16,1   |

## Lieux et monuments
- Église Saint-Pierre.

## Pour approfondir